# Воскобійники (Миргородський район)
Воскобі́йники —  село в Україні, у Шишацькій селищній громаді Миргородського району Полтавської області. До 2015 орган місцевого самоврядування — Воскобійницька сільська рада, до складу якої входили також села: Носи, Романки, Вертелецьке, Сулими, Величкове.
На території села знаходяться загальноосвітня школа 1-3 ступенів, будинок культури, контора СТОВ "Воскобійники", декілька магазинів, дитячий садок "Берізка", тваринницькі ферми.

## Географія
Село Воскобійники знаходиться за 1 км від правого берега річки Стеха, вище за течією на відстані  1 км розташоване село Романки, нижче за течією на відстані в 1 км розташоване село Вертелецьке. Відстань до центру громади - 25 км, до обласного - 80. До найближчої залізничної станції Яреськи - понад 30 км. По селу протікає пересихаючий струмок з загатою.

## Походження назви
Перші згадки відносяться до середини 19 сторіччя. В той час на цьому місці існував козацький хутір Воскобойників. Він є у XXXIII томі видання «Полтавская губернія. Списокъ населенныхъ мѣстъ по свѣдѣниямъ 1859 года». На той час зареєстровано 19 дворів, населення: 70 чоловіків, 83 жінки.
Населення займалося сільським господарством: хліборобством, скотарством та бджолярством. Важливою складовою частиною бджолярства було виготовлення воску. Звідси ймовірно і походить назва.
В цій місцевості розповсюджено прізвище Воскобойник (Воскобійник) та похідні від нього. Відомо, що в 1906-1907 рр. людина на прізвище Воскобойник, була старшиною Ковалівської волості. Також походять з Полтавщини підприємець Воскобійник Олексій (1922 р.н.), український вчений-історик Воскобійник Михайло Григорович (1918 р.н.), полковник армії УНР Воскобойніков Микола Порфирович (1880 р.н.).
У списку населених пунктів Полтавської губернії станом на 1910 рік згадується як хутір Воскобійників, відносився до Ковалівської волості Зіньківського повіту. У списку сільських Рад Полтавської губернії на 7 вересня 1923 року згадується вже як село Воскобійники Ковалівського району Полтавського округу.

## Місце в адміністративно-територіальному поділі
Згідно зі списком сільських рад Полтавської губернії на 1 лютого 1925 р. (зі змінами, затвердженими постановою ВУЦВКа від 03.03.1925) село Воскобійники віднесено до Шишацького району Полтавського округу. Такі ж дані наведені в аналогічних списках 1926, 1928 рр. Список сільських, селищних та міських Рад Полтавської області на 1 вересня 1946 р. відносить село Воскобійники до Шишацького району Полтавської області. Список сільських, селищних та міських Рад Полтавської області на 1 березня 1960 р. відносить с. Воскобійники до Гоголівського району (Шишацький район перейменували у Гоголівський). Список міст обласного підпорядкування, міських, селищних та сільських Рад Полтавської області на 1 жовтня 1965 р. - до Диканського району. Список міст обласного підпорядкування, міських, селищних та сільських Рад Полтавської області на 10 грудня 1967 р. - знову до Шишацького. Аналогічний список на 1 січня 1978 р.,  на 1 січня 1989 р., та адміністративно-територіальний поділ Полтавщини на 1 червня 2012 р. підтверджують відношення с. Воскобійники до Шишацького району Полтавської області.
12 червня 2020 року, відповідно до розпорядження Кабінету Міністрів України № 721-р «Про визначення адміністративних центрів та затвердження територій територіальних громад Полтавської області», село увійшло до складу Шишацької селищної громади.
19 липня 2020 року, в результаті адміністративно - територіальної реформи та ліквідації Шишацького району, село увійшло до складу новоутвореного Миргородського району Полтавської області.

## Населення
Населення становить 682 особи (2001 р).
Згідно з даними Державної служби статистики [Архівовано 23 січня 2013 у Wayback Machine.] України за 2001 р., своєю рідною мовою 97,51% населення вважають українську, 1,32% - російську, 0,88% - білоруську та 0,15% - вірменську.

## Соціальна сфера

### Навчально-виховні заклади
Функціонує школа I-III ступенів та дитячий садок.
Воскобійницька загальноосвітня школа має спортивний напрям із поглибленим вивченням математики та інформатики. Чимало її випускників навчається в провідних вищих навчальних закладах України: Полтавській аграрній академії, Полтавському технічному університеті ім. Ю. Кондратюка, НТУ "ХПІ", Харківській юридичній академії, НУДПСУ, Полтавському педуніверситеті та ін.

### Культура
Функціонує бібліотека.

### Охорона здоров'я
Функціонує Амбулаторія загальної практики - сімейної медицини. Акредитована за 1 категорією

### Зв'язок
1. Поштовий зв'язок - Сільське відділення поштового зв’язку Воскобійники Центр поштового зв’язку №5 Миргород Полтавська дирекція Українського державного підприємства поштового зв’язку "Укрпошта"[10].  Индекс 38012. Адреса: вул. Центральна, 2
2. Телефонний зв'язок. Стаціонарний телефонний зв'язок від "Укртелеком", код 05352. Мобільний зв'язок - Київстар, МТС Україна.

## Економіка
СТОВ "Воскобійники"

## Пам'ятки
- Братська могила радянських воїнів (1957 р.). Автори: скульптор Я. Рик, архітектор Н. Клейн.[11]
- Пам’ятний знак воїнам-землякам (1968 р.). Авторство належить Житомирським художнім майстерням[11].

## Релігійні та ритуальні споруди
- Свято-Іллінська церква (устав зареєстрований в 2012 р.[12])
- Цвинтар

## Історичні факти
Від Голодомору 1932-1933 рр померло 155 чол.